# Château de Janville
Ne doit pas être confondu avec Château de Jambville, Château de Paluel ou Château de Janville (Gouberville).
Le château de Janville est une demeure de la fin du début du XVIIe siècle qui se dresse sur le territoire de la commune française de Paluel, dans le département de la Seine-Maritime, en région Normandie.
Le château, propriété privée non ouvert à la visite, est partiellement inscrit au titre des monuments historiques.

## Localisation
Le château de Janville est situé dans le hameau éponyme de la commune de Paluel, dans le département français de la Seine-Maritime.

## Historique
Le château de Janville est construit vers 1610 par Jean Louvel, conseiller-secrétaire du roi en la chancellerie du Parlement de Rouen et anobli par lettres patentes de décembre 1576, sur une terre acquise de l'abbaye de Fécamp. Le château restera dans sa descendance jusqu'à la fin du XIXe siècle. L'un de ses occupants fut Louis-François-Pierre Louvel de Janville (17 juillet 1743-29 juillet 1808),, maire de Caen, président du conseil général du Calvados, connu pour sa bonté et les services qu'il rendit dans la région, ainsi que pour ses travaux en agriculture. Il se marie (sans descendance) avec madame veuve de Mondrainville, née Marie-Pierre de Tournebu.
À la fin du XIXe siècle, il fut occupé par Sybille Gabrielle Riquetti de Mirabeau, comtesse Martel de Janville (1849-1932) (auteur de romans publiés sous le pseudonyme de Gyp), mariée à vingt ans à Nancy, le 2 décembre 1869, avec le comte Roger de Martel de Janville,.
En 1890, le domaine est acquis par le baron de Sancy de Rolland.
Pendant la Seconde Guerre mondiale, le château est occupé par une Kommandantur de l'armée allemande puis par la 89e division d'infanterie américaine.

## Description
Le château, entouré d'un parc, cantonné d'étroits pavillons saillants a été flanqué vers 1895 de deux ailes classiques. Le corps de logis est de style Renaissance. La maçonnerie est composée de grès, silex et brique mixés dans l'appareil. Des décors en brique émaillée sont présents.
Un colombier qui porte la date de 1781 complète l'ensemble.

## Protection
Les façades et toitures du bâtiment central, à l'exclusion des pavillons d'extrémité ; le grand salon avec son décor et le colombier sont inscrits au titre des monuments historiques par arrêté du 19 août 1975.

## Le parc
Le parc tout de verdure qui entoure le château et auquel on peut sous conditions accéder par un portail en fer monté sur des piliers en briques, comporte les éléments immobiliers tels qu'un pavillon d'entrée, un colombier mais aussi des bâtiments annexes à usage agricole et divers. Il n'est pas totalement ceint de murs et le visiteur peut observer le domaine facilement en en faisant le tour à pied.